# La Chapelle-Saint-Quillain
La Chapelle-Saint-Quillain – miejscowość i gmina we Francji, w regionie Burgundia-Franche-Comté, w departamencie Górna Saona.
Według danych na rok 1990 gminę zamieszkiwało 95 osób, a gęstość zaludnienia wynosiła 9 osób/km² (wśród 1786 gmin Franche-Comté La Chapelle-Saint-Quillain plasuje się na 648. miejscu pod względem liczby ludności, natomiast pod względem powierzchni na miejscu 404.).